# ولایت تارباغاتای
ولایت تارباغاتای (به قزاقی: تارباعاتاي ايماعى، به سیریلیک: Тарбағатай аймағы)(به اویغوری:‌ تارباغاتاي ۋىلايىتى) و یا ولایت تاچنگ (به چینی: 塔城地区، به پین‌یین: Tǎchéng Dìqū) یک ولایت در چین است که در استان سین‌کیانگ واقع شده‌است. این ولایت در سال ۲۰۲۰ دارای ۱٬۱۳۸٬۶۳۸ نفر جمعیت بوده است.
در موردی استثنایی در سلسله مراتب تقسیمات اداری در جمهوری خلق چین، این ولایت، به همراه ولایت آلتای، خود تحت مدیریت ولایت خودمختار ایلی قزاق به مرکزیت شهر قولجا می باشد.

## جمعیت
| ترکیب قومیتی ولایت تارباغاتای | ترکیب قومیتی ولایت تارباغاتای | ترکیب قومیتی ولایت تارباغاتای | ترکیب قومیتی ولایت تارباغاتای | ترکیب قومیتی ولایت تارباغاتای |
| ----------------------------- | ----------------------------- | ----------------------------- | ----------------------------- | ----------------------------- |
| قومیت                         | قومیت                         |                               | درصد                          | درصد                          |
| هان                           | هان                           |                               | ۵۴٫۷٪                         | ۵۴٫۷٪                         |
| قزاق                          | قزاق                          |                               | ۲۶٫۷٪                         | ۲۶٫۷٪                         |
| هوئی                          | هوئی                          |                               | ۸٫۵٪                          | ۸٫۵٪                          |
| اویغور                        | اویغور                        |                               | ۴٫۳٪                          | ۴٫۳٪                          |
| مغول                          | مغول                          |                               | ۳٫۴٪                          | ۳٫۴٪                          |
| داغور                         | داغور                         |                               | ۰٫۵٪                          | ۰٫۵٪                          |
| روس                           | روس                           |                               | ۰٫۳٪                          | ۰٫۳٪                          |
| قرقیز                         | قرقیز                         |                               | ۰٫۲٪                          | ۰٫۲٪                          |
| شیبه                          | شیبه                          |                               | ۰٫۲٪                          | ۰٫۲٪                          |
| منجو                          | منجو                          |                               | ۰٫۱٪                          | ۰٫۱٪                          |
| سایر                          | سایر                          |                               | ۱٫۱٪                          | ۱٫۱٪                          |
| منبع سرشماری جمعیت :          |                               |                               |                               |                               |

## تاریخ

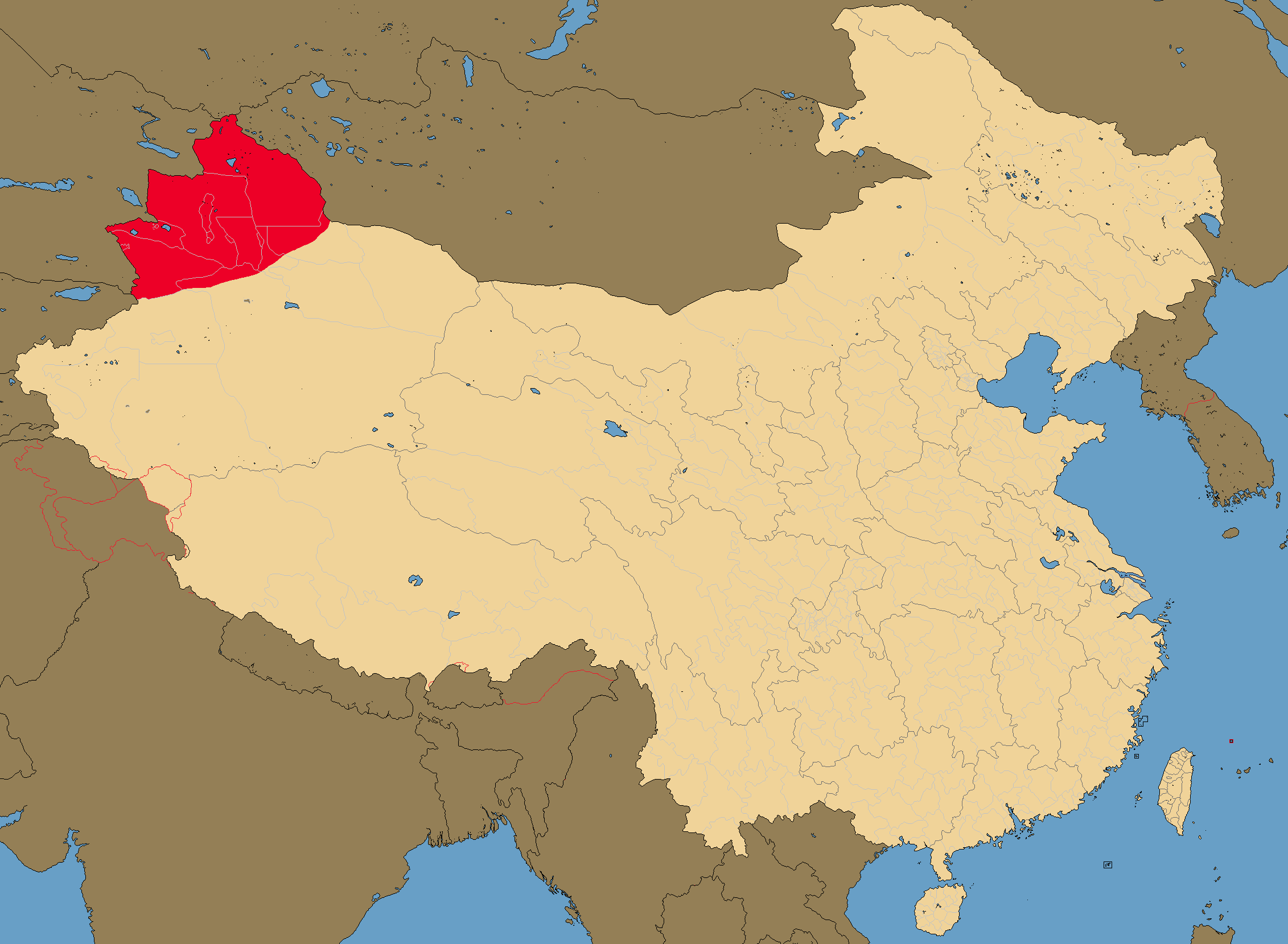
نقشه مناطق تحت کنترل جمهوری ترکستان شرقی (۱۹۴۴-۱۹۴۹)

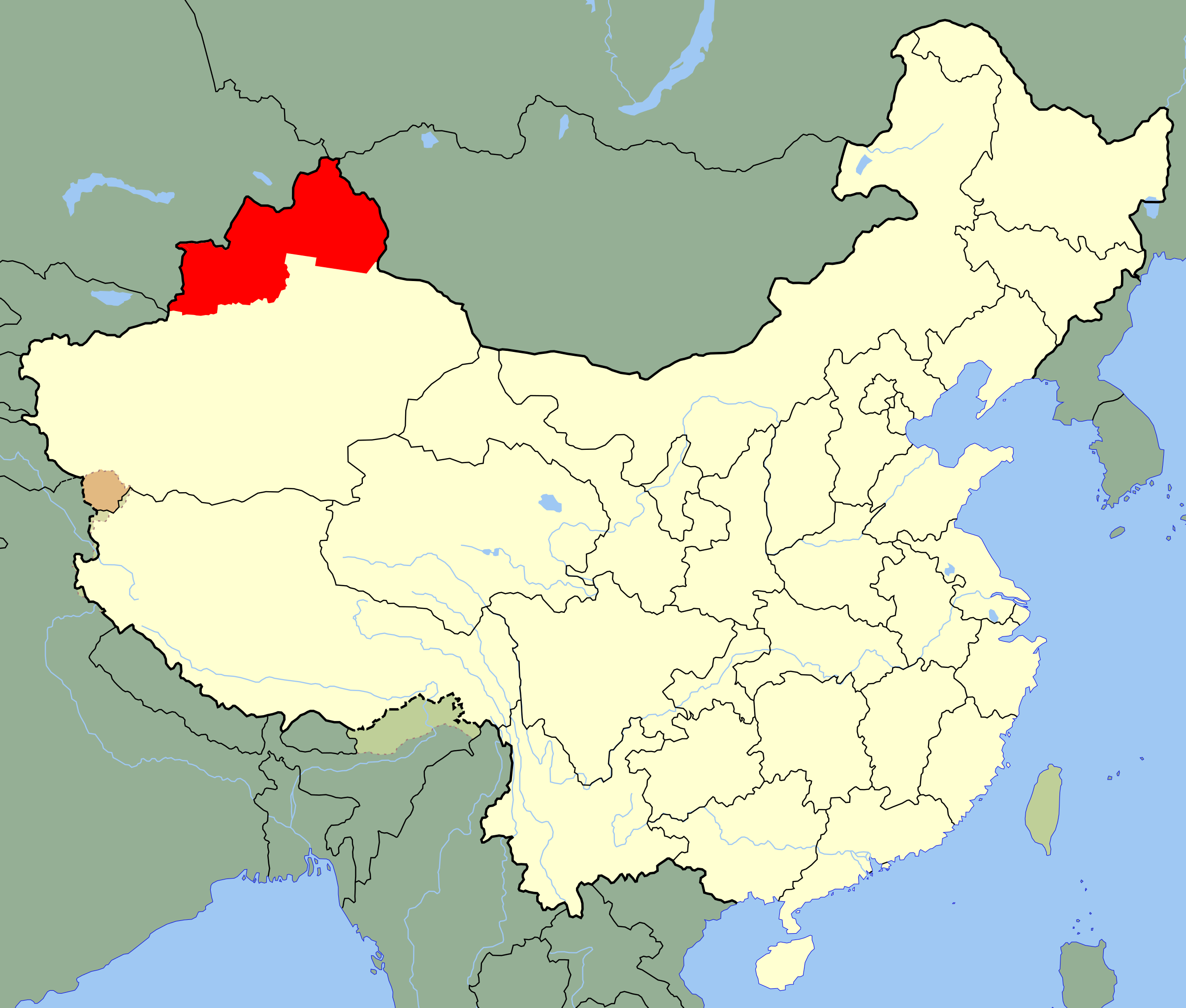
نقشه ولایت خودمختار ایلی در زمان تاسیس (سپتامبر ۱۹۵۴)

در سال‌های آخر جنگ جهانی دوم، در سال ۱۹۴۴ میلادی، مردمان قزاق و اویغور منطقه، با حمایت شوروی، علیه دست‌نشاندگان چیانگ کای شک و جنگ‌سالاران وفادار به جمهوری چین قیام کردند. نتیجهٔ این قیام، تاسیس جمهوری ترکستان شرقی در منطقهٔ ایلی در شمال سین‌کیانگ بود.
این جمهوری تا سال ۱۹۴۹ میلادی، بر اراضی که امروز شامل ولایت خودمختار ایلی قزاق، ولایت خودمختار بورتالا مغول، و شهر قارامای می‌شوند، حکومت کرد.  منطقهٔ ایلی در آن زمان متشکل از سه ولایت «ایلی»، «آشان» (آلتای) و «تارباغاتای» تشکیل شده بود.
با پیروزی حزب کمونیست چین در جنگ داخلی چین در سال ۱۹۴۹ میلادی، تاسیس جمهوری خلق چین، و تلاش حکومت تازه تاسیس بر تثبیت حاکمیت خویش، مائو تسه‌تونگ از رهبران جمهوری ترکستان شرقی درخواست کرد که دست از آرمان استقلال برداشته و به حاکمیت چین برگردند. با فشار و اصرار متحد اصلی جمهوری ترکستان شرقی، یعنی اتحاد جماهیر شوروی، رهبران جدایی‌طلب چاره‌ای جز قبول درخواست مائو نداشتند. در نتیجه، در سپتامبر ۱۹۴۹ میلادی، بدون خونریزی و درگیری، منطقهٔ ایلی منحل شده، و سه ولایت آن جمهوری خلق چین پیوسته و در تابعیت استان سین‌کیانگ قرار گرفتند.
در سپتامبر ۱۹۵۴، ولایت خودمختار ایلی قزاق در منطقهٔ ایلی، تابع حکومت استانی سین‌کیانگ تاسیس شد. سه ولایت آلتای، تارباغاتای و ولایت خودمختار بورتالا مغول، بدون انحلال، در تابعیت این ولایت جدید قرار گرفتند. در همین تاریخ، ایلی منحل شده و شهرستان‌های تابع آن، تحت مدیریت مستقیم منطقهٔ خودمختار قرار گرفتند.
یک سال بعد، در اکتبر ۱۹۵۵ میلادی، استان سین‌کیانگ به «منطقهٔ خودمختار سین‌کیانگ اویغور» ارتقاء یافت.
در سپتامبر ۱۹۷۸٬ شهر شیهزی به شهر وابسته به بینگتوان و «شهر تابع مستقیم منطقه خودمختار» تغییر وضعیت داده، از تابعیت ولایت خودمختار ایلی قزاق در آمده، و مستقیما در تابعیت اداری منطقه خودمختار سین‌کیانگ قرار گرفت.

در اوت ۱۹۷۹ میلادی، مرکز اداری ولایت خودمختار ایلی قزاق از شهر کویتون به شهر قولجا برگردانده شد.
در فوریه ۱۹۸۲ میلادی، شهر قارامای، از ولایت تارباغاتای جدا شده و به شهر در سطح ولایت در تابعیت ولایت خودمختار ایلی قزاق ارتقاء یافت.
در ژانویه ۱۹۸۳، شهر کویتون از ولایت تارباغاتای جدا شده و در تابعیت مستقیم ولایت خودمختار قرار گرفت.
در اوت ۱۹۸۴ میلادی، شهر قارامای، به شهر در سطح شهرستان تنزل درجه یافت، اما مستقیما تحت مدیریت «ولایت خودمختار» و نه یکی از سه ولایت تشکیل دهنده قرار گرفت.
در ژانویهٔ ۱۹۹۰ میلادی، شهر قارامای، دوباره به شهر در سطح ولایت ارتقاء یافت، از تابعیت ولایت خودمختار در آمده، و مستقیما در تابعیت اداری منطقه خودمختار سین‌کیانگ قرار گرفت.
در ژانویه ۲۰۲۳، شهر باییانگ به عنوان شهر وابسته به بینگتوان و «شهر تابع مستقیم منطقه خودمختار» تاسیس شده، از تابعیت ولایت تارباغاتای و ولایت خودمختار ایلی قزاق در آمده، و مستقیما در تابعیت اداری منطقه خودمختار سین‌کیانگ قرار گرفت.

## تقسیمات اداری
ولایت تارباغاتای به ۳ شهر در سطح شهرستان، ۳ شهرستان و ۱ شهرستان خودمختار تقسیم شده است.
|   |                                |                                   |                                     |                      |                               |                                                  |            |        |             |
|   | نام                            | اویغوری                           | زبان قزاقی                          | حروف چینی            | پین‌یین                        | زبان اقلیت رسمی (شهرستان‌های خودمختار)            | جمعیت-۱۳۹۹ | مساحت  | تراکم جمعیت |
| ۱ | شهر چوچک / تاچنگ               | چۆچەك شەھىرى                      | شاۋەشەك قالاسى                      | 塔城市               | Tǎchéng Shì                   | -                                                | ۱۵۸٬۰۹۸    | ۳٬۹۹۲  | ۳۹٫۶۰       |
| ۲ | شهر شیخو / ووسو                | شىخۇ شەھىرى                       | شيحۋ قالاسى                         | 乌苏市               | Wūsū Shì                      | -                                                | ۲۶۲٬۹۰۶    | ۱۴٬۳۹۴ | ۱۸٫۲۶       |
| 3 | شهرستان دوربیلجین / امین       | دۆربىلجىن ناھىيىسى                | ءدوربىلجىن اۋدانى                   | 额敏县               | Émǐn Xiàn                     | -                                                | ۱۸۸٬۶۴۲    | ۹٬۱۵۸  | ۲۰٫۶۰       |
| ۴ | شهر ساوان / شاوان              | ساۋەن شەھىرى                      | ساۋان قالاسى                        | 沙湾市               | Shāwān Shì                    | -                                                | ۳۰۱٬۰۴۶    | ۱۲٬۴۵۸ | ۲۴٫۱۶       |
| ۵ | شهرستان تولی                   | تولى ناھىيىسى                     | تولى اۋدانى                         | 托里县               | Tuōlǐ Xiàn                    | -                                                | ۸۵٬۴۵۱     | ۱۹٬۹۸۲ | ۴٫۲۸        |
| ۶ | شهرستان چاغان‌توقای / یومین     | چاغانتوقاي ناھىيىسى               | شاعانتوعاي اۋدانى                   | 裕民县               | Yùmín Xiàn                    | -                                                | ۵۰٬۸۱۹     | ۶٬۱۰۲  | ۸٫۳۳        |
| ۷ | شهرستان خودمختار خوبوگسار مغول | قوبۇقسار موڭغۇل ئاپتونوم ناھىيىسى | قوبىقسارى موڭعۇل اۆتونوميالى اۋدانى | 和布克赛尔蒙古自治县 | Hébùkèsài'ěr Měnggǔ Zìzhìxiàn | (مغولی) ᠬᠣᠪᠣᠭᠰᠠᠶᠢᠷ ᠮᠣᠩᠭᠣᠯ ᠥᠪᠡᠷᠲᠡᠭᠡᠨ ᠵᠠᠰᠠᠬᠤ ᠰᠢᠶᠠᠨ | ۶۱٬۷۸۵     | ۲۸٬۷۸۳ | ۲٫۱۵        |